# Хуан Непомусено Мендес
Хуан Непомусено Мендес (ісп. Juan Nepomuceno Méndez Sánchez; 2 липня 1820 — 29 листопада 1894) — мексиканський військовий і політичний діяч.

## Біографія
Близький соратник Порфіріо Діаса, підтримав його під час повстання 1876 проти президента Себастьяна де Лердо Техада. 6 грудня 1876 став виконуючим обов'язки президента Мексики і займав цей пост до 17 лютого 1877 року, аби забезпечити видимість законності в передачі влади Порфіріо Діаса.
Через кілька місяців він взяв участь у виборах від Ліберальної партії і став сенатором, а потім губернатором штату Пуебла, до закінчення своєї кар'єри президента Верховного військового суду Мексики.
Його останки були поховані в Ротонді видатних діячів Мексики 3 грудня 1984 року.